# Ladislau II da Valáquia
Ladislau II (Antes de 1 de Junho de 1431 - 20 de Agosto de 1456) foi Príncipe da Valáquia entre 4 de Dezembro de 1447 e 3 de Julho de 1456, com uma pequena interrupção de Vlad III, o Empalador entre Outubro e Novembro de 1448.

## Biografia
Ladislau era filho de Dan II da Valáquia, pertencendo portanto à casa-ramo dos Daneşti da Dinastia Bassarabe. Desconhece-se a sua data de nascimento. No verão de 1437, na corte de João Corvino, chegou um, "seu parente próximo", juntamente com sua comitiva, filho de Dan e pretendente ao trono dos seus pais. Certamente que se tratava de Ladislau. Corvino manteve-o perto dele como joguete para os seus planos ambiciosos de invadir a Valáquia, e, com esta luta pelo trono, enviou-o para Brașov. Esta política de Corvino na Valáquia e na Moldávia acabou por gerar polémica na corte do rei Ladislau V da Hungria, que a criticou. Nessa crítica terá sido referido o assassinato de Vlad II Dracul, em Dezembro de 1447, quando "a morte chegou à vila Bălteni" (DRH, B, vol.III, p.289).  A teoria geralmente aceite é que Vlad tenha sido morto a mando de Corvino, mas também há historiadores (ver Nicolae Iorga "História dos romenos", Vol. IV, p.90-91), que colocam Dan Danciul, irmão de Ladislau, como encomendador do assassinato.
Corvino empreendeu uma expedição militar contra Vlad II em Novembro de 1447. Com a morte deste último no mês seguinte, era necessário eleger um novo governante.
Em geral, os cronistas contemporâneos referem-no como "filho de Dan". Na historiografia moderna há duas teorias: a primeira, de Francis Pall (no seu livro "Intervenção de João Corvino na Valáquia e Moldávia em 1447-1448",em "Educação", XVI, nº5, 1963) afirma que poderia ser Dan III (Dan Danciul, irmão de Ladislau),o entronizado por Corvino e Ladislau suceder ao irmão somente no verão de 1448, mas o historiador Nicolae Stoicescu afirma que, Ladislau II subiu ao trono apoiado por Corvino e que Dan nada teria a ver com esta política.
A partir de documentos internos que foram preservados apenas um resumo de um documento emitido por Ladislau não pôde ser datado de forma precisa, podendo ser de aproximadamente no intervalo de 1 de Setembro de 1447 - 31 de Agosto de 1448.
A primeira referência de Ladislau como príncipe da Valáquia é uma carta de Corvino, datada de 7 de Agosto de 1448, anunciando a participação "[...] do príncipe ilustre, o Príncipe Ladislau da Valáquia, país transalpino [...] ".
A confiança demonstrada pelo príncipe da Transilvânia não foi traída por Ladislau, que o auxiliou na grande ofensiva da Batalha do Kosovo de 18-19 de outubro de 1448, com um destacamento de 6.000 (10.000 de acordo com outras versões, o que significa mais de 1/3 do exército cristão) homens. A frente turca acabou por perder a batalha.
Enquanto isso, no país, apoiado por um exército de 30.000 turcos, Vlad, filho de Vlad II Dracul, segundo fontes turcas, ocupou o trono valaquiano. O reinado é curto, uma vez que foi interrompido um mês depois, com a sua deposição por João Corvino. Ladislau regressa assim ao trono ainda antes do final de 1448.
Através do Tratado de Paz de Adrianópolis, assinado em 1451, a expansão do Império Otomano parou na Valáquia, Transilvânia, Hungria e Sérvia, pois foi proibida a construção de novas fortificações ao longo do Danúbio e o Principado da Valáquia alcançou a independência, mas teria de continuara pagar tributo ao Império Otomano e, ao mesmo tempo, atender às suas obrigações de vassalagem do Reino da Hungria.
Nestas circunstâncias, a política externa perseguida por Ladislau tende a manter as garantias de equilíbrio entre ambas as potências que dominavam o Principado. O compromisso com estes dois poderes deu a possibilidade de fortalecer a economia nacional e de se adaptar às novas condições impostas pelo poder que ameaçava engolir a Europa.
No outono de 1452, deu início a uma reforma tributária substituindo o grande sistema ponderado de inspiração ocidental, adaptando-o à maneira turca, da corte de Murade II, e emite 800 ducados de prata com um peso de 0,6 e 0,3 gramas.  Esta reforma assegurou, em perspectiva, uma certa estabilidade e desenvolvimento e, especialmente, a independência económica do país através do modelo adaptativo que seria adotado politicamente, evitando uma anexação real.
Em Outubro desse ano, Corvino pede a Braşov para não receber "qualquer moeda rude de um príncipe transalpino", e ameaçando anexar dois feudos na Transilvânia de Amlas e Fagaras.
Mas as mudanças radicais de Ladislau sentir-se-iam ainda mais a partir de 29 de Maio de 1453, quando Constantinopla (capital do antigo Império Bizantino e que havia sido ocupada recentemente pelo Império Otomano) decide impor novas condições nas relações com a Valáquia e a Moldávia. Estas altas pressões refletem-se  em Enea Silvio Piccolomini pelo Núncio apostólico(o futuro Papa Pio II ao afirmar que os valaquianos e os moldavos tinham que obedecer aos turcos.
Esta mudança de atitude de Ladislau, levou a uma tentativa de João Corvino de o substituir em agosto desse ano, mas o seu exército foi derrotado e como retaliação Ladislau II sitiou e ocupou Sibiu. Precisando da paz na Valáquia, aceita a retomada das boas relações com Ladislau, desde que este pagasse uma indemnização pela cidade devolvida.
O ano de 1455 traz novas pressões do Império Otomano nos Principados da Valáquia e Moldávia. Após passar o Danúbio, os turcos pilharam cruelmente a Moldávia. Corvino pode ter sido solicitado para tentar substituir os dois governantes e normalizar as relações, mas mais uma vez, Ladislau enviou um corpo expedicionário para sitiar e conquistar uma fortaleza do reino húngaro (talvez Bran ou Ada Kaleh).
Na primavera de 1456, Ladislau entra na Transilvânia, e vê-se no meio de tumultos da população ortodoxa contra tentativas de forçar o catolicismo iniciado pelo Reino da Hungria na área, sitiando assim Fagaras e devastando as aldeias saxónicas do sul, levando Ladislau V da Hungria, a pressionar Ladislau II para por um fim à ação militar lançada contra João Corvino.
No verão daquele ano, Corvino decidiu apoiar Vlad III, o Empalador para o trono valaquiano, do qual havia sido deposto em 1448 pelo próprio Corvino. Porém, esta ação foi adiada devido a uma poderosa ofensiva dos turcos, que ameaçava Belgrado. Porém, logo após esta campanha, vários boiardos apoiaram Vlad para o trono.
Ladislau II "pereceu pela espada no meio de Târguşor" e foi enterrado no Mosteiro de Dealu. Como o final do seu governo data de 3 de Julho de 1456, Ladislau, à altura da morte, teria já abdicado, pois morreu a 20 de Agosto.

## Casamento e descendência
Em data desconhecida, Ladislau casou-se com Neacșa, de quem teve:
- Ladislau Dan, que seria pai de Ladislau III da Valáquia.